# أزيوماردي أزرا
أزيوماردي أزرا (و. 1955 م) هو عالم مسلم إندونيسي.
كان رئيس الجامعة الأندنوسية الإسلامية الحكومية سابقاً. وهو رئيس تحرير ستوديا إسلاميكا، وهي مجلة أندنوسية تعني بالدراسات الإسلامية.